# 方集镇 (固始县)
方集镇是中国河南省固始县南部山区的一个镇。总面积104平方公里，人口3.8万。下辖独山社区居委会及上岗、小畈、缸窑、东冲、杨山吴上楼村、白果、许店、牌坊、二河、沙河、驻马、方集、小窑、杨岗村、冷水、田冲、西冲、板圆、杨山等20个行政村。

## 特色产业
- 杨山煤矿，为固始县内少有的煤矿之一
- 茶叶
- 板栗

## 历史名人
- 五代十国南吴太祖杨行密